# Chanel Santini
Chanel Santini, née à Albuquerque dans le Nouveau-Mexique le 7 janvier 1998, est une actrice de films pornographiques trans américaine. Chanel se prénomme aujourd'hui Kameron Taylor, a detransitionné depuis 2020 et s'identifie comme non binaire.

## Biographie
Elle est née à Albuquerque, dans l'état de Nouveau-Mexique, dans une famille d'origine mexicaine. Après avoir terminé le lycée, deux semaines après avoir eu 18 ans, elle a déménagé à Las Vegas, où elle a cherché fortune en travaillant dans divers endroits jusqu'à ce qu'elle devienne modèle erotique.
Par un contact, à l'AVN Adult Entertainment Expo en 2016, elle a rencontré un producteur du studio Grooby Productions, intéressé par Chanel Santini faisant une scène, entrant ainsi dans l'industrie du porno à 18 ans.
Son nom de scène rend hommage au personnage de Megan Fox dans le film Confessions of à Teenage Drame Queen.
Depuis son entrée dans l'industrie, elle s'est produite pour des sociétés de production du secteur telles que Pure TS, Evil Angel, Mile High, CX WOW, Gender X, Transsensual, Rodnievision, Exquisite, Pure Media, Devil's Film, Trans Angels, Kink.com ou Trans500, entre autres.
En plus de tout cela, elle s'est démarquée pour être l'adaptation transgenre de Wonder Woman dans la parodie pornographique homonyme.
En 2018, lors de sa première apparition sur le circuit des grands prix de l'industrie, elle a remporté le prix XBIZ de l'artiste transgenre de l'année. De même, elle a reçu trois nominations aux AVN Awards : Artiste transsexuel de l'année et deux pour la meilleure scène de sexe transgenre au cinéma Buck Angel Superstar et Transsexual Girlfriend Experience 4.
En 2019, elle a remporté les AVN Awards et XBIZ Awards en remportant le prix de l'artiste transgenre de l'année dans les deux cas,.
Certaines de ses œuvres remarquables de sa filmographie sont Amateur Transexuals 5, Bang My Tranny Ass 14, My Transsexual Stepsister, T.S. Hookers 2, T.S. I Love You, TGirls Porn 2, The Trans X-Perience 5, Trans-Visions 10, Transsexual Addiction, Transsexual Sexcapades 7, TS Facteur 10 ou TS Forbidden Love.